# Byrsia amoena
Byrsia amoena là một loài bướm đêm thuộc phân họ Arctiinae, họ Erebidae.